# Rhinotermitidae
Rhinotermitidae (лат.) — семейство термитов, одно из трёх крупнейших среди этих общественных насекомых. Известно около 400 видов.

## Описание
Размер рабочих особей мелкий, около 5 мм, половые особи крупнее и темнее окрашены. Матки откладывают до 100 яиц в день. Колонии могут насчитывать от одной тысячи до нескольких миллионов членов. Живут в основном под землей, редко на деревьях. Питаются древесиной и причиняют серьёзный вред зданиям и другим древесным постройкам.
Среди нескольких сот видов имеются такие опасные вредители, как Coptotermes formosanus и Reticulitermes flavipes.

## Распространение
Нативными областями распространения Rhinotermitidae являются тропики и субтропики. Но в последние годы как инвазивные виды проникли на север вплоть до южных окраин Англии и Германии. Древнейшие представители семейства найдены в эоценовом камбейском янтаре (Индия).

## Классификация
До 2024 года в состава таксона включали около 400 видов, 14 родов, 7 подсемейств. В 2024 была проведена реклассификация семейства и его разделение. В составе оставлено 5 современных родов.

### Классификация (2024)
- Род Acorhinotermes Emerson
- Род Dolichorhinotermes Snyder & Emerson
- Род Parrhinotermes Holmgren
- Род Rhinotermes Hagen
- Род Schedorhinotermes Silvestri (=Macrorhinotermes)

### Классификация (2021)
- Coptotermitinae Holmgren, 1910. В 2024 году включено в состав семейства Heterotermitidae[4].
  - Род Coptotermes Wasmann, 1896
- Heterotermitinae Froggatt, 1897. В 2024 году было выделено в отдельное семейство Heterotermitidae[4].
  - Род Heterotermes
  - Род Reticulitermes
  - Род Tsaitermes
- Prorhinoterminae Quennedey & Deligne, 1975[5]. В 2024 году включено в состав семейства Psammotermitidae[4].
  - Род Prorhinotermes
- Psammotermitinae Holmgren, 1911 — Холмгрен (Holmgren) включал этот таксон в семейство Mesotermitidae[6]. В 2024 году было выделено в отдельное семейство Psammotermitidae[4].
  - Род Psammotermes
- Rhinotermitinae Froggatt, 1897
  - Род Acorhinotermes
  - Род Dolichorhinotermes
  - Род Macrorhinotermes
  - Род Parrhinotermes
  - Род Rhinotermes
  - Род Schedorhinotermes
- Stylotermitinae Holmgren, K & N, 1917[7]. В 2009 году было выделено в отдельное семейство Stylotermitidae (Engel, Grimaldi, Krishna, 2009)[8].
  - Род Stylotermes
- Termitogetoninae Holmgren, 1910[9]
  - Род Termitogeton. В 2024 году было выделено в отдельное семейство Termitogetonidae[4].

## Виды Европы
В Европе обнаружены 7 видов термитов этого семейства.
- Reticulitermes balkanensis Clement, 2001
- Reticulitermes banyulensis Clement, 1978
- Reticulitermes clypeatus Lash, 1952
- Reticulitermes flavipes (Kollar, 1837)
- Reticulitermes grassei Clement, 1978
- Reticulitermes lucifugus (Rossi, 1792)
- Reticulitermes urbis Bagneres & Clement, 2003